# Anomalotinea leucella
Anomalotinea leucella är en fjärilsart som beskrevs av Turati 1926. Anomalotinea leucella ingår i släktet Anomalotinea och familjen äkta malar. Inga underarter finns listade i Catalogue of Life.